# Somatidia aranea
Somatidia aranea is een keversoort uit de familie boktorren (Cerambycidae). De wetenschappelijke naam van de soort is voor het eerst geldig gepubliceerd in 1889 door Arthur Sidney Olliff. De soort komt voor op Lord Howe-eiland.